# Antilhas Neerlandesas nos Jogos Pan-Americanos de 1971
As Antilhas Neerlandesas competiu nos Jogos Pan-Americanos de 1971 em Cáli, Colômbia, de 25 de julho a 8 de agosto de 1971. Conquistou quatro medalhas no total.